# Franck Pineau
Franck Pineau (Bourges, 27 marzo 1963) è un dirigente sportivo ed ex ciclista su strada francese.
Professionista dal 1986 al 1994, anche suo figlio Cédric è diventato ciclista professionista.

## Palmarès

### Strada
- 1984 (dilettanti)

Classifica generale Circuit de Saône-et-Loire
- 1986 (Reynolds, una vittoria)

1ª tappa Grand Prix du Midi Libre (Le Grau-du-Roi > Le Barcarès)
- 1988 (R.M.O., una vittoria)

Circuit de l'Aulne

#### Altri successi
- 1985 (dilettanti)

Ruban Nivernais Morvan
- 1986 (Reynolds)

Criterium Bourges
- 1988 (R.M.O.)

Criterium Saint-Symphorien-de-Lay
- 1990 (R.M.O.)

Criterium Brienon-sur-Armançon

## Piazzamenti

### Grandi Giri
- Tour de France

1989: 57º
1993: 93º
- Vuelta a España

1989: 43º

### Classiche monumento
- Liegi-Bastogne-Liegi

1986: 48º